# Kharsarai
Kharsarai é uma vila no distrito de Hugli, no estado indiano de Bengala Ocidental.

## Demografia
Segundo o censo de 2001, Kharsarai tinha uma população de 5850 habitantes. Os indivíduos do sexo masculino constituem 51% da população e os do sexo feminino 49%. Kharsarai tem uma taxa de literacia de 67%, superior à média nacional de 59,5%: a literacia no sexo masculino é de 73% e no sexo feminino é de 62%. Em Kharsarai, 11% da população está abaixo dos 6 anos de idade.